# Palota-busz (Budapest)
A budapesti Palota-busz körforgalmi járatként közlekedett a XV. kerületet körüljárva. A szerződéses autóbuszvonal végállomása a rákospalotai Fő út megállóhely volt.
Minden nap kétszer, 10.00 és 14.00 órakor hosszabb útvonalon közlekedett, az Erdőkerülő utcán haladva érintette a 96-os busz Szentmihályi úti végállomását.

## Története
2000 októberében indult. 2008. augusztus 21-én jelzése 224-esre módosult.

## Útvonala
| Rákospalota, Fő út → Észak-Pesti Kórház → Áruházak → Rákospalota, Fő út |
| --- |
| Rákospalota, Fő út vá. – Fő út – Pázmány Péter utca – Bácska utca – Hubay Jenő tér – Szőcs Áron utca – Rákos út – Széchenyi út – Kolozsvár utca – Rákospalotai körvasút sor – Árvavár utca – Őrjárat utca – Apolló utca – Drégelyvár utca – Nyírpalota út – Zsókavár utca – Erdőkerülő utca – Újpalota, Szentmihályi út – Erdőkerülő utca – Zsókavár utca – Nyírpalota út – Szentmihályi út – – Összekötő út – Áruházak – Összekötő út – Régi Fóti út – Bogáncs utca – Esthajnal utca – Közvágóhíd utca – Csobogós utca – Rákospalota, Fő út vá. |

## Megállóhelyei
| 0  | 0  | Rákospalota, Fő út végállomás |                                         |
| 1  | 1  | Széchenyi tér                 | 70, 104, 231                            |
| 2  | 2  | Deák utca                     | 70                                      |
| 4  | 4  | Hubay Jenő tér                | 25, 25, 25A, 70, 96, 96, 96A, 104, 170  |
| 5  | 5  | Beller Imre utca              | 25, 25A, 96, 96, 96A                    |
| 6  | 6  | Rákos út                      | 24, 96, 96, 96A, 231                    |
| 8  | 8  | Rákos út (SZTK)               | 24, 25, 25A, 96                         |
| 9  | 9  | Wesselényi utca               | 25, 25A                                 |
| 10 | 10 | Szent Korona útja             | 25, 25A                                 |
| 11 | 11 | Széchenyi út                  | 25, 70                                  |
| 12 | 12 | Opál utca                     | 25, 25                                  |
| 13 | 13 | Kolozsvár utca                | 25, 67V 62, 69                          |
| 16 | 16 | Kolozsvár utcai piac          | 70                                      |
| 17 | 17 | Árvavár utca                  | 24                                      |
| 19 | 19 | Észak-Pesti kórház            |                                         |
| 20 | 20 | Pestújhelyi út                | 231                                     |
| 21 | 21 | Thököly út                    | 73, 77, 231                             |
| 23 | 23 | Madách utca                   | 73                                      |
| 24 | 24 | Zsókavár utca                 | 46, 73, 96, 96, 96A, 130, 173 69        |
| ∫  | 26 | Erdőkerülő utca               | 46, 96, 96, 96A, 130 69                 |
| ∫  | 27 | Erdőkerülő utca 27.           | 46, 96, 96, 96A, 130                    |
| ∫  | 28 | Újpalota, Szentmihályi út     | 46, 96, 96, 96A, 130, 175               |
| ∫  | 30 | Erdőkerülő utca               | 46, 96, 96, 96A, 130                    |
| ∫  | 31 | Erdőkerülő utca 28.           | 46, 96, 96, 96A, 130                    |
| ∫  | 32 | Zsókavár utca                 | 46, 73, 96, 96, 96A, 130, 173 69        |
| ∫  | 33 | Fő tér                        | 46, 73, 96, 96, 96A, 130, 173, Pólus 69 |
| 25 | 35 | Páskomliget utca              | 46, 73, 96, 96, 96A, 130, 173, Pólus 69 |
| 26 | 36 | Sárfű utca                    | 130                                     |
| 27 | 37 | Rákospalotai köztemető        | 130                                     |
| 30 | 40 | Áruházak                      |                                         |
| 34 | 44 | Szántóföld utca               | 24                                      |
| 36 | 46 | Rákospalota, Bogáncs utca     | 24                                      |
| 37 | 47 | Kosd utca                     | 24                                      |
| 38 | 48 | Közvágóhíd utca               | 24, 70, 170                             |
| 39 | 49 | Csobogós utca                 | 24, 70, 170                             |
| 40 | 50 | Rákospalota, Fő út végállomás | 70, 104, 231 12                         |